# 2016年リオデジャネイロオリンピックのサッカー競技・アジア予選
2016年リオデジャネイロオリンピックのサッカー競技・アジア予選は、アジアサッカー連盟(AFC)所属の各チームにより競われる。ここでは女子のアジア予選を詳述する。男子のアジア予選については「AFC U-23選手権2016」を参照のこと。

## 予選形式
前大会より1チーム多い18チームが参加する。出場枠は前大会同様の2。予選形式は以下の通り。
1次予選
FIFAランキングの上位5チーム（ オーストラリア・ 中華人民共和国・ 日本・ 北朝鮮・ 韓国）は1次予選・2次予選免除。6位の タイと7位の ベトナムは1次予選免除。残る11チームを抽選で3組に分け1順の総当たり戦（集中開催（セントラル方式））を行う。各グループ上位1チーム（合計3チーム）が2次予選に進出する。
2次予選
1次予選免除の2チームと1次予選突破の3チームで1順の総当たり戦（セントラル方式）を行う。最上位チームが最終予選に進出する。
最終予選
1次予選・2次予選免除の5チームと、2次予選突破の1チームの計6チームで1順の総当たり戦（セントラル方式）を行う。上位2チームが本大会出場権を得る。
| 最終予選から参加                                         | 2次予選から参加   | 1次予選から参加                                      | 1次予選から参加              | 1次予選から参加              | 1次予選から参加           |
| 最終予選から参加                                         | 2次予選から参加   | ポット1                                              | ポット2                      | ポット3                      | ポット4                   |
| -------------------------------------------------------- | ----------------- | ---------------------------------------------------- | ---------------------------- | ---------------------------- | ------------------------- |
| - オーストラリア - 中華人民共和国 - 日本 - 北朝鮮 - 韓国 | - タイ - ベトナム | - チャイニーズタイペイ - ミャンマー - ウズベキスタン | - インド - イラン - ヨルダン | - バーレーン - 香港 - ラオス | - パレスチナ - スリランカ |

## 日程
| ラウンド | 日付                                                                   |
| -------- | ---------------------------------------------------------------------- |
| 1次予選  | 2015年3月10日－3月15日(グループA・B) 2015年3月20日－3月24日(グループC) |
| 2次予選  | 2015年9月14日－9月22日                                                 |
| 最終予選 | 2016年2月29日－3月9日                                                  |

## 1次予選

### グループ A
- 開催国： ミャンマー（UTC+6:30）
- バーレーンが出場辞退したため3チームで行われることになった

| 順 | チーム     | 試 | 勝 | 分 | 敗 | 得 | 失 | 差  | 点 |
| -- | ---------- | -- | -- | -- | -- | -- | -- | --- | -- |
| 1  | ミャンマー | 2  | 2  | 0  | 0  | 23 | 0  | +23 | 6  |
| 2  | インド     | 2  | 1  | 0  | 1  | 4  | 7  | −3  | 3  |
| 3  | スリランカ | 2  | 0  | 0  | 2  | 0  | 20 | −20 | 0  |

最終更新は2015年3月15日の試合終了時
出典: AFC
順位の決定基準: 1. 勝点; 2. 得失点差; 3. 得点数.

| 2015年3月11日 17:00 |

| スリランカ | 0 - 16   | ミャンマー |
|            | レポート | Naw Ar Lo Wer Phaw 2分, 4分, 40分 · Khin Moe Wai 6分, 16分, 20分, 21分, 26分 · Nisanala Sewwandi Manawudu 18分 (OG) · Win Theingi Tun 23分, 28分, 49分, 77分, 90+1分 · Yee Yee Oo 48分, 51分 |

| マンダラーティエリー競技場（マンダレー） 観客数: 5,456人 主審: Law Bik Chi |

| 2015年3月13日 17:00 |

| インド | 4 - 0    | スリランカ |
| Yumnam Kamala Devi 12分 · Loitongbam Ashalata Devi 16分 · Imesha Madushani Withanage 48分 (OG) · Gurumayum Radharani Devi 58分 | レポート |            |

| マンダラーティエリー競技場（マンダレー） 観客数: 839人 主審: 今泉奈美 |

| 2015年3月15日 17:00 |

| ミャンマー | 7 - 0    | インド |
| Khin Moe Wai 8分 · Khin Marlar Tun 15分, 61分 · Naw Ar Lo Wer Phaw 21分 · Yee Yee Oo 28分, 77分 · Win Theingi Tun 90+2分 | レポート |        |

| マンダラーティエリー競技場（マンダレー） 観客数: 5,003人 主審: カムヌン・パニパー |

### グループ B
- 開催国： ヨルダン（UTC+2）

| 順 | チーム         | 試 | 勝 | 分 | 敗 | 得 | 失 | 差  | 点 |
| -- | -------------- | -- | -- | -- | -- | -- | -- | --- | -- |
| 1  | ヨルダン       | 3  | 3  | 0  | 0  | 9  | 0  | +9  | 9  |
| 2  | ウズベキスタン | 3  | 2  | 0  | 1  | 7  | 2  | +5  | 6  |
| 3  | 香港           | 3  | 0  | 1  | 2  | 2  | 4  | −2  | 1  |
| 4  | パレスチナ     | 3  | 0  | 1  | 2  | 2  | 14 | −12 | 1  |

最終更新は2015年3月15日の試合終了時
出典: AFC
順位の決定基準: 1. 勝点; 2. 得失点差; 3. 得点数.

| 2015年3月11日 12:00 |

| ウズベキスタン | 6 - 0    | パレスチナ |
| Makhliyo Sarikova 7分 · Zumratjon Nazarova 9分 · Kamola Riskieva 12分 · Feruza Turdiboeva 14分 · Nargiza Abdurasulova 22分 · Nilufar Kudratova 63分 | レポート |            |

| ペトラ・スタジアム（アンマン） 観客数: 100人 主審: ケイト・ヤツェヴィチ |

| 2015年3月11日 16:00 |

| ヨルダン         | 1 - 0    | 香港 |
| Maysa Jbarah 8分 | レポート |      |

| ペトラ・スタジアム（アンマン） 観客数: 400人 主審: 梶山芙紗子 |

| 2015年3月13日 12:00 |

| 香港 | 0 - 1    | ウズベキスタン       |
|      | レポート | Kamola Riskieva 75分 |

| ペトラ・スタジアム（アンマン） 観客数: 100人 主審: パク・チヨン |

| 2015年3月13日 15:00 |

| パレスチナ | 0 - 6    | ヨルダン                                                                             |
|            | レポート | Shahnaz Jebreen 20分 · Maysa Jbarah 27分, 38分, 60分 · Stephanie Al Naber 33分, 53分 |

| ペトラ・スタジアム（アンマン） 観客数: 500人 主審: マリア・ピエダーデ・レベロ |

| 2015年3月15日 12:00 |

| 香港              | 2 - 2    | パレスチナ                                |
| 陳詠詩 16分, 33分 | レポート | Natali Shaheen 39分 · Kiloudi Salama 52分 |

| ペトラ・スタジアム（アンマン） 観客数: 100人 主審: 梶山芙紗子 |

| 2015年3月15日 16:00 |

| ウズベキスタン | 0 - 2    | ヨルダン                                          |
|                | レポート | Stephanie Al Naber 82分 (PK) · Luna Al Masri 82分 |

| ペトラ・スタジアム（アンマン） 観客数: 800人 主審: ケイト・ヤツェヴィチ |

### グループ C
- 開催国： 台湾（UTC+8）

| 順 | チーム               | 試 | 勝 | 分 | 敗 | 得 | 失 | 差 | 点 |
| -- | -------------------- | -- | -- | -- | -- | -- | -- | -- | -- |
| 1  | チャイニーズタイペイ | 2  | 2  | 0  | 0  | 5  | 0  | +5 | 6  |
| 2  | イラン               | 2  | 1  | 0  | 1  | 5  | 2  | +3 | 3  |
| 3  | ラオス               | 2  | 0  | 0  | 2  | 1  | 9  | −8 | 0  |

最終更新は2015年3月24日の試合終了時
出典: AFC
順位の決定基準: 1. 勝点; 2. 得失点差; 3. 得点数.

| 2015年3月20日 19:00 |

| ラオス | 0 - 4    | チャイニーズタイペイ                                    |
|        | レポート | 余秀菁 11分 · 賴麗琴 43分 · 林雅涵 81分 · 李綉琴 90+3分 |

| 台北陸上競技場（台北） 観客数: 1,200人 主審: アンナ・シードロヴァ |

| 2015年3月22日 19:00 |

| イラン                                                                                              | 5 - 1    | ラオス                   |
| Shabnam Behesht 30分, 62分 · Fereshteh Karimi 35分 · Parya Norouzi 77分 · Fatemeh Arjangi 88分 (PK) | レポート | Souphavanh Phayvanh 33分 |

| 台北陸上競技場（台北） 観客数: 150人 主審: 王佳 |

| 2015年3月24日 19:00 |

| チャイニーズタイペイ | 1 - 0    | イラン |
| 李綉琴 44分          | レポート |        |

| 台北陸上競技場（台北） 観客数: 2,000人 主審: マイ・ホアン・トラン |

## 2次予選
- 開催国： ミャンマー（UTC+6:30）

| 順 | チーム               | 試 | 勝 | 分 | 敗 | 得 | 失 | 差 | 点 |
| -- | -------------------- | -- | -- | -- | -- | -- | -- | -- | -- |
| 1  | ベトナム             | 4  | 3  | 0  | 1  | 8  | 4  | +4 | 9  |
| 2  | チャイニーズタイペイ | 4  | 2  | 1  | 1  | 5  | 3  | +2 | 7  |
| 3  | タイ                 | 4  | 2  | 1  | 1  | 3  | 3  | 0  | 7  |
| 4  | ミャンマー           | 4  | 2  | 0  | 2  | 8  | 7  | +1 | 6  |
| 5  | ヨルダン             | 4  | 0  | 0  | 4  | 1  | 8  | −7 | 0  |

最終更新は2015年9月22日の試合終了時
出典: AFC
順位の決定基準: 1. 勝点; 2. 得失点差; 3. 得点数.

| 2015年9月14日 15:30 |

| チャイニーズタイペイ | 1 - 0    | ベトナム |
|                      | レポート |          |

| マンダラーティエリー競技場（マンダレー） 観客数: 475人 主審: キム・ソクヒ |

| 2015年9月14日 18:30 |

| ヨルダン | 0 - 2    | ミャンマー |
|          | レポート |            |

| マンダラーティエリー競技場（マンダレー） 観客数: 3,894人 主審: 今泉奈美 |

| 2015年9月16日 15:30 |

| ヨルダン | 0 - 3    | チャイニーズタイペイ |
|          | レポート |                      |

| マンダラーティエリー競技場（マンダレー） 観客数: 736人 主審: サルタナット・ノロジー |

| 2015年9月16日 18:30 |

| ミャンマー | 1 - 2    | タイ |
|            | レポート |      |

| マンダラーティエリー競技場（マンダレー） 観客数: 22,050人 主審: ケイシー・レイベルト |

| 2015年9月18日 15:30 |

| タイ | 1 - 0    | ヨルダン |
|      | レポート |          |

| マンダラーティエリー競技場（マンダレー） 観客数: 340人 主審: 王佳 |

| 2015年9月18日 18:30 |

| ベトナム | 4 - 2    | ミャンマー |
|          | レポート |            |

| マンダラーティエリー競技場（マンダレー） 観客数: 7,485人 主審: キム・ソクヒ |

| 2015年9月20日 15:30 |

| ベトナム | 2 - 1    | ヨルダン |
|          | レポート |          |

| マンダラーティエリー競技場（マンダレー） 観客数: 115人 主審: 今泉奈美 |

| 2015年9月20日 18:30 |

| チャイニーズタイペイ | 0 - 0    | タイ |
|                      | レポート |      |

| マンダラーティエリー競技場（マンダレー） 観客数: 216人 主審: ケイシー・レイベルト |

| 2015年9月22日 15:30 |

| タイ | 0 - 2    | ベトナム |
|      | レポート |          |

| マンダラーティエリー競技場（マンダレー） 観客数: 276人 主審: 王佳 |

| 2015年9月22日 18:30 |

| ミャンマー | 3 - 1    | チャイニーズタイペイ |
|            | レポート |                      |

| マンダラーティエリー競技場（マンダレー） 観客数: 1,426人 主審: 今泉奈美 |

## 最終予選
- 開催国： 日本・大阪府[2]（UTC+9）
  - Jリーグ・セレッソ大阪の本拠地である長居陸上競技場（ヤンマースタジアム長居）と長居球技場（キンチョウスタジアム）が使われ、日本戦は全て長居球技場で行われた。
- 2016年2月29日から2016年3月9日までの日程で開催された[3]。

| 順 | チーム         | 試 | 勝 | 分 | 敗 | 得 | 失 | 差  | 点 |
| -- | -------------- | -- | -- | -- | -- | -- | -- | --- | -- |
| 1  | オーストラリア | 5  | 4  | 1  | 0  | 17 | 3  | +14 | 13 |
| 2  | 中華人民共和国 | 5  | 3  | 2  | 0  | 7  | 3  | +4  | 11 |
| 3  | 日本           | 5  | 2  | 1  | 2  | 10 | 7  | +3  | 7  |
| 4  | 韓国           | 5  | 1  | 2  | 2  | 6  | 5  | +1  | 5  |
| 5  | 北朝鮮         | 5  | 1  | 2  | 2  | 4  | 5  | −1  | 5  |
| 6  | ベトナム       | 5  | 0  | 0  | 5  | 1  | 22 | −21 | 0  |

最終更新は2016年3月9日の試合終了時
出典: AFC, 日本サッカー協会
順位の決定基準: 1. 勝点; 2. 得失点差; 3. 得点数.

| 2016年2月29日 16:35 |

| 中華人民共和国               | 2 - 0    | ベトナム |
| 古雅莎 57分 · 張睿 63分 (PK) | レポート |          |

| ヤンマースタジアム長居 観客数: 369人 主審: ルシーラ・モンテス |

| 2016年2月29日 19:35 |

| 北朝鮮      | 1 - 1    | 韓国        |
| 金恩珠 80分 | レポート | 鄭楔檳 32分 |

| ヤンマースタジアム長居 観客数: 2,000人 主審: ステファニー・フラパール |

| 2016年2月29日 19:39 |

| オーストラリア                                  | 3 - 1    | 日本              |
| デ・ヴァンナ 25分 · ヘイマン 41分 · ゴリー 78分 | レポート | 大儀見優季 45+2分 |

| キンチョウスタジアム 観客数: 4,988人 主審: カリーナ・ヴィトゥラーノ |

| 2016年3月2日 16:35 |

| オーストラリア | 9 - 0    | ベトナム |
| ギールニク 10分 · サイモン 17分, 38分, 43分 · ケネディ 19分 · サイクス 64分 · ファン・エグモンド 68分 · ヘイマン 77分 · ポーキングホーン 85分 | レポート |          |

| ヤンマースタジアム長居 観客数: 129人 主審: エスター・スタウブリ |

| 2016年3月2日 19:35 |

| 北朝鮮      | 1 - 1    | 中華人民共和国   |
| 羅恩心 38分 | レポート | 王霜 90+3分 (PK) |

| ヤンマースタジアム長居 観客数: 463人 主審: リタ・ガニ |

| 2016年3月2日 19:39 |

| 日本          | 1 - 1    | 韓国        |
| 岩渕真奈 84分 | レポート | 鄭楔檳 87分 |

| キンチョウスタジアム 観客数: 5,605人 主審: アンナ＝マリー・キースリー |

| 2016年3月4日 16:35 |

| ベトナム | 0 - 1    | 北朝鮮      |
|          | レポート | 珠孝心 90分 |

| ヤンマースタジアム長居 観客数: 996人 主審: アビラミ・アプバイ・ナイドゥ |

| 2016年3月4日 19:35 |

| 韓国 | 0 - 2    | オーストラリア                              |
|      | レポート | サイモン 1分 · ファン・エグモンド 14分 (PK) |

| ヤンマースタジアム長居 観客数: 1,149人 主審: ルシーラ・ベネガス |

| 2016年3月4日 19:39 |

| 日本          | 1 - 2    | 中華人民共和国          |
| 横山久美 65分 | レポート | 張睿 14分 · 古雅莎 58分 |

| キンチョウスタジアム 観客数: 6,959人 主審: ステファニー・フラパール |

| 2016年3月7日 16:35 |

| 中華人民共和国 | 1 - 0    | 韓国 |
| 王珊珊 43分    | レポート |      |

| ヤンマースタジアム長居 観客数: 451人 主審: カリーナ・ヴィトゥラーノ |

| 2016年3月7日 19:35 |

| 北朝鮮      | 1 - 2    | オーストラリア              |
| 金秀京 78分 | レポート | ヘイマン 18分 · ゴリー 84分 |

| ヤンマースタジアム長居 観客数: 900人 主審: アンナ＝マリー・キースリー |

| 2016年3月7日 19:39 |

| ベトナム               | 1 - 6    | 日本                                                                                              |
| フイン・ヌー 42分 (PK) | レポート | 岩渕真奈 39分 · 大野忍 45分 · 川澄奈穂美 80分 · 中島依美 83分 · 横山久美 90分 · 大儀見優季 90+3分 |

| キンチョウスタジアム 観客数: 3,418人 主審: リタ・ガニ |

| 2016年3月9日 16:35 |

| 韓国                                           | 4 - 0    | ベトナム |
| 任善珠 8分, 18分 · 李金玟 69分 · 全ガウル 85分 | レポート |          |

| ヤンマースタジアム長居 観客数: 99人 主審: アビラミ・アプバイ・ナイドゥ |

| 2016年3月9日 19:39 |

| オーストラリア          | 1 - 1    | 中華人民共和国 |
| ファン・エグモンド 85分 | レポート | 馬暁旭 16分    |

| ヤンマースタジアム長居 観客数: 250人 主審: ステファニー・フラパール |

| 2016年3月9日 19:39 |

| 日本          | 1 - 0    | 北朝鮮 |
| 岩渕真奈 80分 | レポート |        |

| キンチョウスタジアム 観客数: 4,766人 主審: エスター・スタウブリ |

## リオデジャネイロオリンピック出場国
- オーストラリア
- 中華人民共和国